# Podreber, Dobrova-Polhov Gradec
Podreber este o localitate din comuna Dobrova-Polhov Gradec, Slovenia, cu o populație de 113 locuitori.